# Guapiaçu (ort)
Guapiaçu är en ort i Brasilien.   Den ligger i kommunen Guapiaçu och delstaten São Paulo, i den sydöstra delen av landet, 600 km söder om huvudstaden Brasília. Guapiaçu ligger 508 meter över havet och antalet invånare är 14 065.
Terrängen runt Guapiaçu är platt. Runt Guapiaçu är det ganska glesbefolkat, med 36 invånare per kvadratkilometer.. Närmaste större samhälle är São José do Rio Preto, 16,7 km väster om Guapiaçu.
Omgivningarna runt Guapiaçu är en mosaik av jordbruksmark och naturlig växtlighet.